# Dodge Regent
Dodge Regent – samochód osobowy klasy wyższej średniej produkowany pod marką Dodge należącą do koncernu Chryslera w latach 1946–1959 na rynek kanadyjski. Obejmował zaadaptowane konstrukcje samochodów marki Plymouth, sprzedawane w sieci Dodge.

## Historia

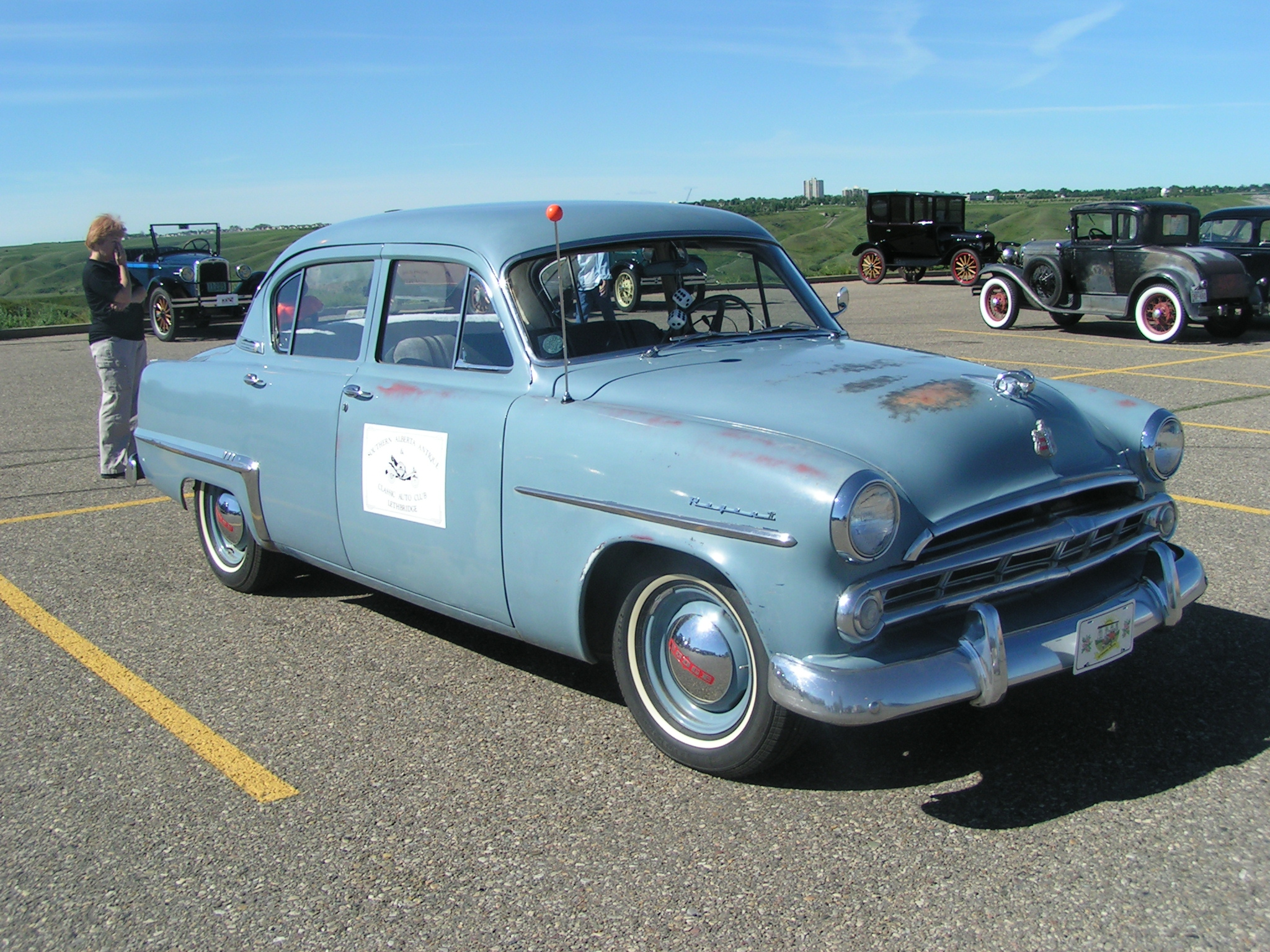
1953 Dodge Regent

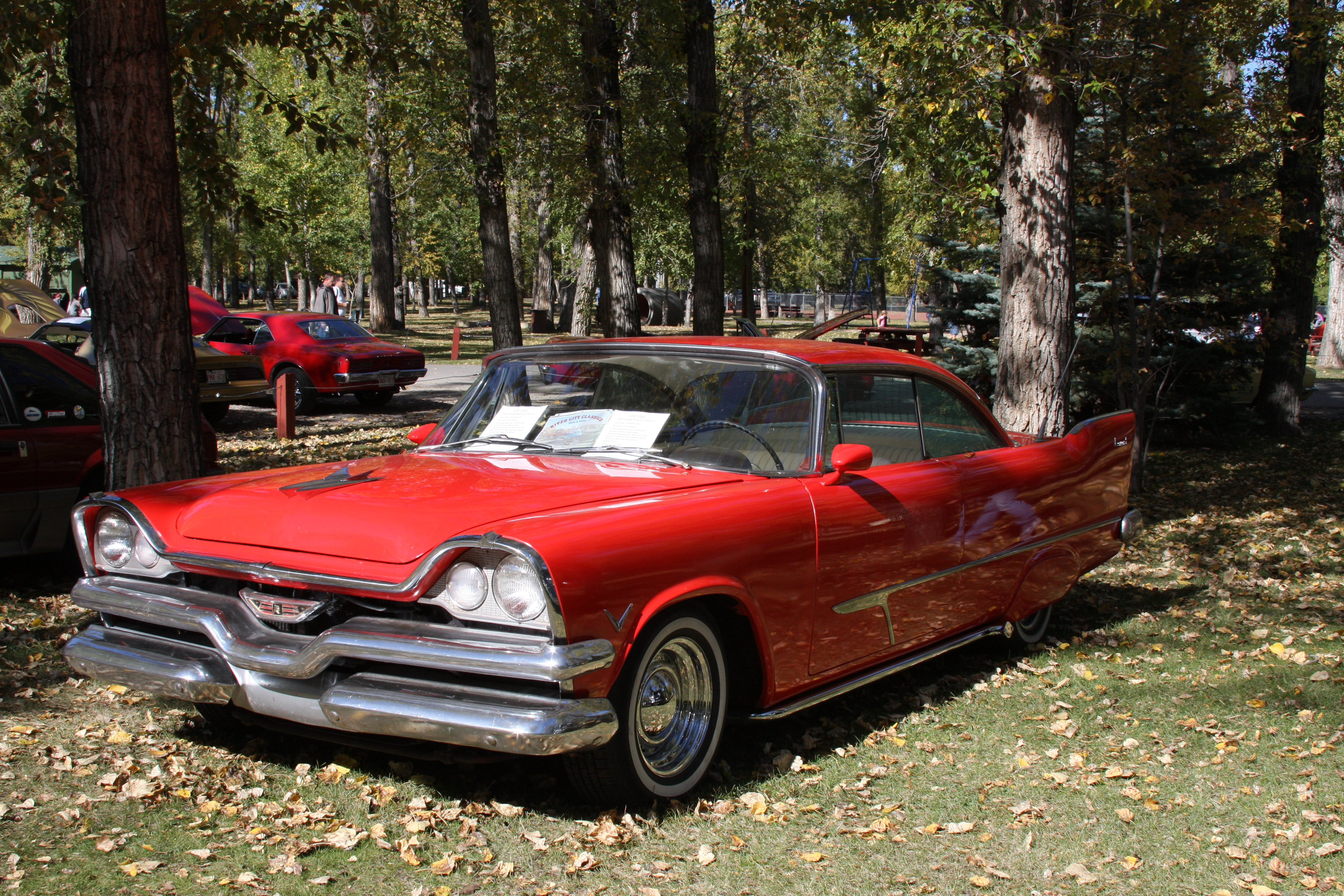
1957 Dodge Regent

Model Dodge Regent powstał w ramach dążenia do zapewnienia pełniejszej gamy samochodów sprzedawanych pod marką Dodge na rynkach poza USA. Marka Dodge, należąca do koncernu Chryslera, była pozycjonowana na rynku ponad najtańszą marką Plymouth. W latach 30. XX wieku rozpoczęto adaptowanie modeli Plymoutha w celu sprzedaży ich w sieci dealerskiej Dodge, jako najtańsze modele marki na rynkach eksportowych. Zmiany obejmowały przede wszystkim atrapy chłodnicy i ozdoby typowe dla Dodge'a. Potocznie określane były jako „Plodge” (zbitka od Plymouth – Dodge).
Produkcję samochodów osobowych Chrysler wznowił po II wojnie światowej w 1946 roku, opierając je na modelach przedwojennych. Wówczas to wprowadzono na rynek kanadyjski model Dodge Regent, opierając go na samochodzie Plymouth Special DeLuxe. Na rynki poza Kanadą samochód ten produkowano pod nazwą Dodge Kingsway (taką nazwę nosił też uboższy model Plymoutha DeLuxe na rynek kanadyjski).
W 1951 roku nazwę Dodge Regent otrzymał na rynek kanadyjski przestylizowany Plymouth Cranbrook, będący następcą modelu Special DeLuxe.
Po wprowadzeniu w USA nowej generacji Plymoutha, nazwę Dodge Regent na rynek kanadyjski otrzymał w 1954 roku Plymouth Savoy, przechodzący zmiany generacji w roku 1955 i 1957 i produkowany do 1959 roku.
W 1957 roku wyprodukowano w Kanadzie 16 970 samochodów Dodge Regent.